# Gare de Yuma
La gare de Yuma est une gare ferroviaire des États-Unis, située sur le territoire de Yuma dans l'État de l'Arizona.

## Service des voyageurs

### Desserte
Elle est desservie par des liaisons longue-distance Amtrak :
- le Sunset Limited: Los Angeles - La Nouvelle-Orléans
- le Texas Eagle: Los Angeles - Chicago

Les deux trains sont combinés entre Los Angeles et San Antonio. Il y a trois services dans chaque sens par semaine.